# Branik
Branik – wieś w Słowenii, w gminie miejskiej Nova Gorica. W 2018 roku liczyła 920 mieszkańców. 
W pobliżu znajduje się zamek Rihemberk.